# Мовне планування
Мовне планування, також Планування мови — цілеспрямований вплив на функції, використання, структуру, різноманіття чи вивчання мов або діалектів у мовній спільноті. Його часто асоціюють з урядовим (державним) плануванням, але також використовують різноманітні неурядові (недержавні, громадські) організації або навіть окремі особи. Цілі мовного планування відрізняються в залежності від нації та організації, але зазвичай охоплюють приймання рішень та їх можливі наслідки для сфери комунікації. Планування або вдосконалення ефективної комунікації може також призвести до інших соціальних змін, таких як мовний зсув чи асиміляція, таким чином забезпечуючи інші мотиви для такої діяльності.
Це впливання можуть здійснювати як окремі особистості (для української мови таку роль зіграли, зокрема, Іван Котляревський, Тарас Шевченко), так і державні установи та інститути (питання нормування мови, створення термінології, виробляння літературних норм).
Мову можна очищати від запозичень (пуризм загалом чи, наприклад, знеросійщення зокрема) або активно запозичувати чужі слова (з Заходу (вестернізація), з російської тощо), віддаляти від іншої мови або наближати, спрямовувати на «класичний» взірець, або «модернізувати», зважаючи на науково-технічний поступ тощо — шляхи реформування можуть бути різні. Проте над мовою треба постійно працювати — мало пишатися чи шанувати — нею треба займатися, і не думати, що це справа винятково «професійних», які краще «розберуться». За такого напливу інформації і, зокрема, нових термінів з різноманітних галузей (а треба реагувати зразу, а не коли вже якесь «одоробло» приживеться в мові), якість і розвиток мови залежить від мовної спільноти загалом. Це передбачає створення мовних регуляторів, таких як офіційні чи неформальні агентства, комітети, товариства чи академії, щоб розробити чи розробити нові структури для задоволення сучасних потреб.
Питанням планування внутрішнього розвивання мов і світовому досвідові в цій галузі присвячена книжка видатного соціолінгвіста Джошуа Фішмана «Не кидайте свою мову напризволяще».
Див. ще: Мовне прогнозування.